# Комендант порта
«Комендант порта» — рассказ русского писателя Александра Грина, написанный в 1929 году и впервые опубликованный в 1933 году, после смерти автора.

## Сюжет и судьба текста
Заглавный герой рассказа — чудаковатый старик, который каждый день обходит порт, поднимается на зашедшие в гавань корабли и спрашивает, «хорош ли был рейс». Моряки подтрунивают над «комендантом», но при этом любят его. Именно ему они поручают рассказать официантке Пегги Скоттер о смерти во время плавания её жениха. Действие второй главы происходит годом позже: старик уже умер, и какой-то молодой парень пытается вместо него взойти на корабль, чтобы спросить о рейсе и принять угощение. Однако его тут же ссаживают на землю со словами «Подделка налицо. Никогда твоя пасть не спросит как надо о том, „был ли хорош рейс“».
«Комендант порта» был написан в 1929 году, но увидел свет только в 1933 году, после смерти автора, на страницах журнала «Красная новь». Он вышел вместе с рассказами «Пари» и «Бархатная портьера», с предисловием, написанным Мариэттой Шагинян. Литературоведы отмечают, что этот рассказ — одна из поздних творческих удач Грина, и прослеживают параллели с «Автобиографической повестью». В обоих случаях главный герой — человек, мечтавший о море, но не осуществивший свою мечту; однако повесть — очень мрачное произведение, а в «Коменданте порта» господствует мягкая, позитивная ирония.